# ジョセフ・オリヴァドーティ
ジョセフ・オリヴァドーティ（Joseph Olivadoti, 1893年11月7日 - 1979年9月28日）は、イタリアに生まれ、主にアメリカ合衆国で活動した作曲家、オーボエ奏者。1940年代から50年代に作曲された、アメリカの学生バンド向けの吹奏楽作品がよく知られている。なお、姓名の日本語表記は各種文献や資料により複数存在する。

## 来歴
イタリアのカラブリア州コルターレに生まれる。家族全員が音楽家という家庭に生まれ、7歳で町のバンドのメンバーとなる。これが認められて家庭教師をつけた本格的な勉強を開始し、ホルン、サクソフォーン、クラリネット、作曲を学ぶ。1911年、18歳で渡米。ニュージャージー州アトランティックシティの「ジョセフ・ド・ヴィトー・バンド」でアメリカ最初の仕事をする。1914年にミネソタ州に移り、ヒビングなどを拠点に地方の劇場や音楽団体で演奏や指揮を行う。1920年、ハロルド・バックマンを中心とする「ミリオン・ダラー・バンド」に所属し各地を巡業する。1924年、アメリカの市民権を取得し、翌年シカゴへ移住。ヴァンダークック音楽大学の教員を務めると同時にシカゴ交響楽団でもオーボエ奏者として活躍する。1942年、海軍に召集され2年8か月勤務。終戦後はカリフォルニア州ロングビーチに移住、地元のオーケストラや市民バンドにてオーボエを吹きながら作曲、指導をした。1951年に米国作曲家作詞家出版者協会会員となる。1967年、海軍士官候補生部隊の新しい公式行進曲の作曲募集にて入選する。1979年に死去した。

## 主要作品
技術的に易しく、親しみやすく温かな旋律を持った曲を多数作曲している。
- 序曲「イシターの凱旋」 (Triumph of Ishter, Overture)
- 序曲「ポンセ・デ・レオン」 (Ponce de Leon, Overture)
- 序曲「バラの謝肉祭」 (Carnival of Roses, Overture)
- 序曲「大洋の偉観」 (Pacific Grandeur, Overture)
- 序曲「桂冠詩人」 (Laureate, Overture)
- 序曲「ヴェニスの休日」 (Venetian Holiday, Overture)
- 序曲「りんごの谷」 (Apple Valley, Overture)

その他作品多数。